# Мешканк, Тимо
Ти́мо Ме́шканк (в.-луж. Timo Meškank, 4 февраля 1965 года, Дрезден, Германская Демократическая Республика) — лужицкий писатель, историк, лингвист и преподаватель. Пишет на немецком и верхнелужицком языках.

## Биография
Родился 4 февраля 1965 года в Дрездене. До 1979 года обучался в средней школе в Лейпциге, после чего продолжил среднее образование в Сербской средней расширенной школе в Баутцене, которую закончил в 1983 году. После срочной службы в армии с 1985 года по 1989 год обучался в Дрезденском техническом университете по специальности гражданское строительство. Будучи студентом, с 1988 года по 1990 год был главным редактором студенческой серболужицкой газеты «Serbski student». В 1989—1990 годах проходил стажировку в издательстве Домовина в Баутцене.
Получив стипендию имени Конрада Аденауэра, обучался с 1990 года по 1996 год в Институте сорабистики в Лейпцигском университете. В 1992—1993 годах обучался в Карловом университете, где изучал сорабистику и богемику. После окончания обучения работал в Баутцене, Праге и Варшаве. В 2000 году защитил диссертацию по теме «Kultur besteht — Reich vergeht: Tschechen und Sorben (Wenden) 1914—1945» на звание доктора философии в берлинском Университете имени Гумбольдта.
С 2000 года работает в Лейпцигском университете. Занимается изучением историей и современным положением лужицких языков. Издал несколько работ по лужицкому литературоведению, поэтических и прозаических сочинений.
В настоящее время является членом Верхнелужицкой языковой комиссии.

## Сочинения
- Rěč je hrajka (1992);
- Kostka w ręku (1997);
- Retrogradny słownik hornjoserbskeje rěče (2001);
- Aussagenstruktur im Sorbischen: Untersuchungen zur Syntax und Satzsemantik (2009);
- Kultura w słužbje totalitarneho režima (2011);
- Kultura w słužbje totalitarneho režima (2011);
- Wjelki jědu (Herausgeber, 2013);
- Instrumentalisierung einer Kultur (2014)
- Prawopisny słownik hornjoserbskeje rěče. Hornjoserbsko-němski słownik (2014).